# Portèl
Portèl de las Corbièras (en francès Portel-des-Corbières) és un municipi francès, situat a la comarca de Fitor, departament de l'Aude i regió d'Occitània.